# EchoPrisen
EchoPrisen, tidligere Zulu Awards, er et dansk årligt prisuddelingsshow, der produceres af TV 2 og sendes på TV 2 Echo og TV 2 Play. Prisuddelingen blev afholdt for første gang i 2008 under navnet "Zulu Awards" med TV 2s ungdomskanal TV 2 Zulu som producent, men skiftede i 2023 navn til “EchoPrisen”, da TV 2 samme år samlede TV 2 Zulu og den mediebaserede platform Echo under navnet TV 2 Echo (som overtog tv-kanalen TV 2 Zulu). Prisens formål er at hylde det forgangne års vigtige og betydningsfulde præstationer inden for musik, lyd, sociale medier, fiktion og TV.
Der uddeles et varierende antal priser hvert år, i også varierende kategorier såsom "Årets hit", "Årets kunstner", "Årets tv-vært", "Årets skuespiller" m.m., med publikumsafstemning, som beslutter prismodtagerne.

## Prisvindere år for år

### Zulu Awards 2008
Prisuddelingen foregik 27. februar 2008 i FORUM.
Vært: Nicolas Bro
| Kategori                           | Prismodtager                                           |
| ---------------------------------- | ------------------------------------------------------ |
| Årets Danske Sanger                | Michael Poulsen - Volbeat                              |
| Årets Danske Sangerinde            | Natasja                                                |
| Årets Danske Hit                   | "Gi' mig Danmark Tilbage" af Natasja                   |
| Årets Nye Danske Navn              | Alphabeat                                              |
| Årets Danske Album                 | Natasja - I Danmark er jeg født                        |
| Årets Danske Originale tv-program  | Zulu Djævleræs - TV 2 Zulu                             |
| Årets Danske Reklamefilm           | Tuborg - Kapsel                                        |
| Årets Danske Sportspræstation      | Daniel Agger - Internationalt gennembrud for Liverpool |
| Årets Danske Mandlige hovedrolle   | Jonatan Spang - De unge år                             |
| Årets Danske Mandlige birolle      | Morten Grunwald - Hvid nat                             |
| Årets Danske Kvindelige birolle    | Charlotte Fich - Kærlighed på film                     |
| Årets Danske Kvindelige hovedrolle | Paprika Steen - Vikaren                                |
| Årets Danske Film                  | Kunsten at græde i kor                                 |
| Årets Danske Radioprogram          | De Sorte Spejdere - DR P3                              |
| Årets Danske Comedy TV-program     | Tak for i aften - TV 2 Zulu                            |

### Zulu Awards 2009
Prisuddelingen foregik 4. marts 2009 i FORUM.
Vært: Rune Klan
| Kategori                           | Prismodtager                                                   |
| ---------------------------------- | -------------------------------------------------------------- |
| Årets Danske Sanger                | L.O.C                                                          |
| Årets Danske Sangerinde            | Sys Bjerre                                                     |
| Årets Danske Hit                   | Hej Matematik - "Walkman"                                      |
| Årets Danske Album                 | L.O.C - Melankolia / XXX Couture                               |
| Årets Danske Originale tv-program  | Linda P - Piger på Prøveløsladelse - DR2                       |
| Årets Danske Reklamefilm           | Elsparefonden - Langt ude i skoven                             |
| Årets Danske Sportspræstation      | Håndboldherrene                                                |
| Årets Danske Mandlige birolle      | Peter Mygind - Flammen & Citronen                              |
| Årets Danske Mandlige hovedrolle   | Thure Lindhardt - Flammen & Citronen                           |
| Årets Danske Kvindelige birolle    | Sidse Babett Knudsen - Blå Mænd                                |
| Årets Danske Kvindelige hovedrolle | Laura Christensen, Neel Rønholt, Julie R. Ølgaard - Dig og Mig |
| Årets Danske Film                  | Flammen & Citronen                                             |
| Årets Danske Radioprogram          | De Sorte Spejdere                                              |
| Årets Danske Comedy-pris           | Mick Øgendahl og Rune Klan - Tak for i aften                   |

### Zulu Awards 2010
Prisuddelingen foregik 10. februar 2010 i Tap1 i Valby.
Vært: Paprika Steen
| Kategori                          | Prismodtager                                                                          |
| --------------------------------- | ------------------------------------------------------------------------------------- |
| Årets danske album                | Nephew for DanmarkDenmark                                                             |
| Årets danske hit                  | Rasmus Seebach - "Engel"                                                              |
| Årets danske sangerinde           | Medina                                                                                |
| Årets danske sanger               | Rasmus Seebach                                                                        |
| Årets nye danske navn             | Rasmus Seebach                                                                        |
| Årets danske film                 | Sorte kugler af Anders Matthesen                                                      |
| Årets danske skuespiller          | Anders Matthesen - Sorte kugler                                                       |
| Årets danske skuespillerinde      | Paprika Steen - Applaus                                                               |
| Årets danske mandlige birolle     | Robert Hansen - Oldboys                                                               |
| Årets danske kvindelige birolle   | Iben Dorner - Sorte kugler                                                            |
| Årets danske reklame performance  | Rune Tolsgaard og Esben Pretzmann - VIASAT-havenisserne af Wibroe, Duckert & Partners |
| Årets danske radioprogram         | Go' morgen P3 - Pia Røn, Henrik Povlsen, Julie Bundgaard og Kanonkongen               |
| Årets originale danske tv-program | Zulu Comedy Galla                                                                     |
| Årets danske sportspræstation     | Caroline Wozniacki                                                                    |

### Zulu Awards 2011
Zulu Awards 2011 blev afholdt 10. marts i Forum i København og blev efterfølgende sendt den 13. marts 2011 på TV 2 Zulu
Vært: Casper Christensen
Medværter: Jarl Friis-Mikkelsen & Julie Zangenberg
| Kategori                          | Prismodtager                                               |
| --------------------------------- | ---------------------------------------------------------- |
| Årets danske film                 | Klovn - The Movie                                          |
| Årets danske skuespillerinde      | Sidse Babett Knudsen i Parterapi                           |
| Årets danske skuespiller          | Frank Hvam i Klovn - The Movie                             |
| Årets danske kvindelige birolle   | Rosalinde Mynster i Sandheden om mænd                      |
| Årets danske mandlige birolle     | Marcuz Jess Petersen i Klovn - The Movie                   |
| Årets danske album                | Burhan G af Burhan G                                       |
| Årets danske hit                  | "Hey Shorty (Yeah Yeah Pt II)" af Kato feat. U$O & Johnson |
| Årets danske sangerinde           | Medina                                                     |
| Årets danske sanger               | Burhan G                                                   |
| Årets nye danske navn             | The Floor Is Made Of Lava                                  |
| Årets danske radioprogram         | Mads og Monopolet                                          |
| Årets danske sportspræstation     | Caroline Wozniacki                                         |
| Årets originale danske tv-program | Natholdet                                                  |
| Årets danske reklame performance  | Mads Mikkelsen for Star Tour-reklamen                      |
| Zulu Specialpris                  | Søren Rasted                                               |

### Zulu Awards 2012
Prisuddelingen blev sendt på TV 2 Zulu søndag den 11. marts, men blev optaget torsdag den 8. marts.
I 2012 bliver showet afholdt i Terminal 2 på Otto Busses Vej i Sydhavnen, og Linda P var vært.
| Kategori                                | Prismodtager                                                                                |
| --------------------------------------- | ------------------------------------------------------------------------------------------- |
| Årets danske film                       | Dirch                                                                                       |
| Årets danske skuespillerinde            | Paprika Steen i Superclásico                                                                |
| Årets danske skuespiller                | Nikolaj Lie Kaas i Dirch                                                                    |
| Årets danske hit                        | "Momentet" af L.O.C.                                                                        |
| Årets danske kvindelige kunstner        | Medina                                                                                      |
| Årets danske mandlige kunstner          | L.O.C.                                                                                      |
| Årets nye danske navn                   | Ankerstjerne                                                                                |
| Årets originale danske radioprogram     | Unga Bunga                                                                                  |
| Årets danske sportspræstation           | Herrelandsholdet i håndbold, VM sølv                                                        |
| Årets originale danske tv-program       | Mormors bordel                                                                              |
| Årets danske liveoplevelse              | Casper og Frank Nu som mennesker                                                            |
| Årets danske tv-værtspræstation         | Anders Breinholt i Natholdet                                                                |
| "Det vi alle snakkede om i 2011"-prisen | Nik & Ras (Nikolaj Lie Kaas og Rasmus Bjerg) fra Zulu Comedy Galla for "Fugt i fundamentet" |

### Zulu Awards 2013
Prisuddelingen blev afholdt den 8. maj 2013 i Den Grå Hal på Christiania og uddelingens værter var Christian Fuhlendorff og Tobias Dybvad. Uddelingen blev sendt på TV 2 Zulu den 12. maj.
De 13 Zulu Awards blev uddelt på baggrund af seernes/brugernes stemmer.
| Kategori                              | Prismodtager                                  |
| ------------------------------------- | --------------------------------------------- |
| Årets danske film                     | Alle for to                                   |
| Årets danske skuespillerinde          | Trine Dyrholm for Den skaldede frisør         |
| Årets danske skuespiller              | Mads Mikkelsen for Jagten                     |
| Årets danske hit                      | "Faxe Kondi" af Klumben og Raske Penge        |
| Årets danske kvindelige kunstner      | Marie Key                                     |
| Årets danske mandlige kunstner        | L.O.C.                                        |
| Årets nye danske navn                 | Panamah                                       |
| Årets originale danske radioprogram   | Monte Carlo                                   |
| Årets danske sportspræstation         | Lasse Norman Hansen                           |
| Årets originale danske tv-program     | Danish Dynamite                               |
| Årets danske tv-navn                  | Nikolaj Lie Kaas                              |
| "Det vi alle sammen grinte af"-prisen | "Hvis din mor var..." fra Sara og David på P3 |

### Zulu Awards 2014
Prisuddelingen blev sendt live på TV 2 Zulu torsdag den 3. april. Showet blev afholdt i Østre Gasværk på Østerbro, med standupperen Simon Talbot som vært.
| Kategori                            | Prismodtager            |
| ----------------------------------- | ----------------------- |
| Årets nye danske navn               | L.I.G.A                 |
| Årets danske kunstner               | Mads Langer             |
| Årets danske radioprogram           | Monte Carlo             |
| Årets danske serie                  | Sjit Happens            |
| Årets originale tv-program          | Fuckr med dn hjrne      |
| Årets danske film                   | Kvinden i buret         |
| Årets danske mandlige skuespiller   | Nikolaj Lie Kaas        |
| Årets danske kvindelige skuespiller | Mille Dinesen           |
| Årets "Ku' Godt"-pris               | Claudia Rex             |
| Årets "Det grinte vi meget af"-pris | Bubber og Chili Klaus   |
| Årets Zulu Seer                     | Nikolaj Anders Jacobsen |

### Zulu Awards 2015
Prisuddelingen blev sendt på TV 2 Zulu mandag den 30. marts, men blev optaget torsdag den 26. marts. Showet blev afholdt i det nedlagte Metro-indkøbscenter i Københavns Sydhavn, med standupperen Martin Høgsted som vært.
| Kategori                              | Prismodtager                             |
| ------------------------------------- | ---------------------------------------- |
| Årets nye danske navn                 | S!vas                                    |
| Årets hit                             | "Kongens Have" af TopGunn                |
| Årets kvindelige kunstner             | MØ                                       |
| Årets mandlige kunstner               | Christopher                              |
| Årets radioprogram                    | Go' Morgen P3                            |
| Årets originale tv-program            | Kurs mod fjerne kyster                   |
| Årets tv-serie                        | SJIT Happens 2                           |
| Årets tv-vært                         | Tobias Dybvad                            |
| Årets skuespiller                     | Mads Mikkelsen                           |
| Årets film                            | Fasandræberne                            |
| "Det vi alle sammen grinte af"-prisen | Breinholt og Brygmann får elektrisk stød |

### Zulu Awards 2016
Prisuddelingen blev sendt live på TV 2 Zulu torsdag den 7. april. Showet blev afholdt i Forum i København med standupperen Martin Høgsted som vært.
| Kategori                              | Prismodtager                            |
| ------------------------------------- | --------------------------------------- |
| Årets nye danske navn                 | Gilli                                   |
| Årets hit                             | "7 Years" af Lukas Graham               |
| Årets kvindelige kunstner             | MØ                                      |
| Årets mandlige kunstner               | Lukas Graham                            |
| Årets radioprogram                    | GO'NOVA - Nova FM                       |
| Årets originale tv-program            | Da Danmark blev Suspekt                 |
| Årets tv-serie                        | SJIT Happens 3                          |
| Årets tv-vært                         | Sofie Linde                             |
| Årets skuespiller                     | Stephania Potalivo                      |
| Årets film                            | Klovn Forever                           |
| Årets Youtuber                        | Naja og Morten Münster                  |
| "Det vi alle sammen grinte af"-prisen | Dybvaaaaad! - "Det plejede far at gøre" |

### Zulu Awards 2017
Prisuddelingen blev sendt på TV 2 Zulu søndag den 5. februar, men blev optaget torsdag den 2. februar. Uddelingen fandt sted til søs på Oslobåden med standupperen Ruben Søltoft som vært.
| Kategori                              | Prismodtager                              |
| ------------------------------------- | ----------------------------------------- |
| Årets nye danske navn                 | Gulddreng                                 |
| Årets hit                             | "Model" af Gulddreng                      |
| Årets kvindelige kunstner             | Mø                                        |
| Årets mandlige kunstner               | Lukas Graham                              |
| Årets radioprogram                    | GO'NOVA - Nova FM                         |
| Årets originale tv-program            | Prinsesser fra blokken - DR3              |
| Årets tv-serie                        | SJIT Happens 4                            |
| Årets tv-vært                         | Sofie Linde                               |
| Årets skuespiller                     | Mads Mikkelsen                            |
| Årets film                            | Flaskepost fra P                          |
| Årets webstar                         | Mark Le Fêvre                             |
| "Det vi alle sammen grinte af"-prisen | Jørgen Leth's "Mag-num" fra Dybvaaaaad! - |

### Zulu Awards 2018
Prisuddelingen blev sendt på TV 2 Zulu søndag den 31. januar, med Anders Breinholt som vært.
| Kategori                              | Prismodtager                    |
| ------------------------------------- | ------------------------------- |
| Årets nye navn                        | Skinz                           |
| Årets hit                             | "Déjà vu" af Scarlet Pleasure   |
| Årets kunstner                        | Rasmus Seebach                  |
| Årets radioprogram                    | GO'NOVA - Nova FM               |
| Årets originale tv-program            | Petra elsker sig selv           |
| Årets tv-serie                        | Perfekte Steder                 |
| Årets tv-vært                         | Sofie Linde                     |
| Årets skuespiller                     | Dar Salim for Underverden       |
| Årets film                            | Underverden                     |
| Årets webstar                         | Stephanie Karma (Geggo)         |
| "Det vi alle sammen grinte af"-prisen | Uffe Holm og hans datter, Holly |

### Zulu Awards 2019
Prisuddelingen blev sendt på TV 2 Zulu søndag den 31. januar, med Pilou Asbæk som vært.
| Kategori                              | Prismodtager                       |
| ------------------------------------- | ---------------------------------- |
| Årets nye navn                        | Hjalmer                            |
| Årets hit                             | "Love Someone" af Lukas Graham     |
| Årets kunstner                        | Lukas Graham                       |
| Årets radioprogram                    | Curlingklubben (DR P3)             |
| Årets originale tv-program            | Tæt på sandheden med Jonatan Spang |
| Årets par                             | Nikolaj Lie Kaas og Fares Fares    |
| Årets tv-serie                        | Klovn (TV 2)                       |
| Årets tv-vært                         | Sofie Linde                        |
| Årets skuespiller                     | Nikolaj Lie Kaas for Journal 64    |
| Årets film                            | Ternet Ninja                       |
| Årets webstar                         | Sofie Linde og Joakim Ingversen    |
| "Det vi alle sammen grinte af"-prisen | Løvens Bule (DR3)                  |

### Zulu Awards 2020
Zulu Awards 2020 blev optaget den 13. februar 2020 i K.B. Hallen og uddelingens vært var Dar Salim.
| Kategori                   | Vindere og nominerede |
| -------------------------- | --- |
| Årets hit                  | - "Gonzo" - Suspekt - "Vai Amor" - Gilli - "En sang" - Emil Stabil feat. Gucci Mane - "Unz Unz" - Specktors x Nonsens - "Paris" - Lord Siva & Vera |
| Årets nye navn             | - Tessa - Emil Kruse - Jada - Icekiid - Pattesutter |
| Årets kunstner             | - Nik & Jay - Gilli - Kesi - Clara - TopGunn |
| Årets tv-vært              | - Melvin - Helt sort - Ida Rud – Idas fede fatcamp - Timm Vladimir – Den store bagedyst - Ibi Støving – Date mig nøgen - Hans Kongelige Højhed Prins Joachim – Prins Joachim fortæller                                                                 |
| Årets originale tv-program | - Mormor på mandejagt (DR1) - Følg mig (TV 2 PLAY) - Menneskekender (TV 2 ZULU) - Nul Stjerner (DR2) - Min far er rocker (DR2) |
| Årets danske skuespiller   | - Dar Salim - Til vi falder / Fred til lands - Morten Hee Andersen - Fred til lands / Sygeplejeskolen - Esben Smed - Ser du månen, Daniel / Bedrag 3 - Tessa Hoder - Den som dræber / Ondt i røven - Maria Rich - Bedrag 3                             |
| Årets danske film          | - Ser du månen, Daniel - Danmarks sønner - Unge Astrid - De frivillige - Jagtsæson |
| Årets danske tv-serie      | - Minkavlerne - Bedrag (sæson 3) - 31 - Kemohjerne - Forhøret |
| Årets webstar              | - Ruben Søltoft - Tour de Grillbar - Ulrikke Falch - Elvira Pitzner - 2 x Mette (Statsministeren og hende som fik hacket sit navn) |
| Årets par                  | - Silas Holst & Jakob Fauerby - Nikolaj Kirk & Jørgen Skouboe - Maria & Bea (fra ' X-Factor) - Irina & Faustix - Anders Grau & Martin Høgsted |
| Årets lyd                  | - Curlingklubben - Den Korte Radioavis - De sidste Charterguider - Den nye stil - Mørkeland |
| Da vi alle sammen grinte   | - Melvin Kakoozas klassebillede - Annika Aakjærs optræden til ZULU Comedy Galla - Cecilie Uttrup Ludwigs ekstase efter tredjeplads - Bodil Jørgensen & Kirsten Lehfeldt, om alkoholfri øl i Minkavlerne. - TV 2 ECHO, 29-årig har sex med træer og mos |

### Zulu Awards 2021
Prisuddelingen foregik i K.B. Hallen, optaget den 29. april og sendt 2. maj, med Christopher som vært.
| Kategori                     | Vindere og nominerede |
| ---------------------------- | --- |
| Årets nye navn               | - Fyr og Flamme - Andreas Odbjerg - Artigeardit - Benjamin Hav - Drew Sycamore |
| Årets hit                    | - "Solhverv" af Lord Siva - "Blå Himmel" af Kesi feat. Hans Phillip - "Blæstegnen" af Tessa x Orgi-E - "ErruDumEllaHvad" af ICEKIID - "Nudes" af Jada                                                                                   |
| Årets kunstner               | - Jada - Branco - Lord Siva - Suspekt - Tessa |
| Årets lyd /radioprogram      | - Curlingklubben (P3) - Bandeland - Flyvende Tallerken - Genstart - Hjerteflimmer for voksne |
| Årets originale tv-program   | - Verdensmænd - Brødrene Ost - Far med fjerboa - Det sidste ord - The Olsens |
| Årets par                    | - Blachman og Martin Jensen - Hav & Kamal - Helle Thorning-Schmidt & Tessa - Maria Fantino & Christian Bonde - Mette Frederiksen & Søren Brostrøm                                                                                       |
| Årets tv-serie               | - Sunday - 32 - Alfa - Limboland - Ulven kommer |
| Årets tv-vært                | - Melvin Kakooza - Abdel Aziz Mahmoud - Phillip Faber - Sofie Linde - Sofie Østergaard |
| Årets skuespiller            | - Mads Mikkelsen for Druk og Retfærdighedens ryttere - Amanda Collin for Raised by wolves - Emma Sehested Høeg for Limboland - Magnus Millang for Druk - Nikolaj Lie Kaas for Retfærdighedens ryttere                                   |
| Årets film                   | - Druk - Blokhavn - Klovn the Final - Kød og blod - Retfærdighedens ryttere |
| Den vi likede mest           | - Melvin Kakoozas coronatræning - Adnan på tværs - Hvad ved DF egentlig om kristendom - Lasse Madsens instagram - Martin Johannes Larsens instagram - Stine Saras Tourettes syndrom på Instagram (stine_sara_tourette)                  |
| Det vi alle sammen grinte af | - Melvin og Martin og fejring af Håndboldherrenes VM-guld - Charter McCloskey, Ditzels intro til Johnholm (Ditzel does Denmark) - Eva Jin for sin optræden til ZULU Comedy Galla 2020 - John Dillermand - Umage images sang "Fuld kurv" |

### Zulu Awards 2022
Prisuddelingen foregik i K.B. Hallen og blev optaget den 17. februar og blev sendt på TV 2 den 20. februar med Melvin Kakooza som vært.
| Kategori                     | Vindere og nominerede |
| ---------------------------- | --- |
| Årets hit                    | - "Stor mand" af Tobias Rahim og Andreas Odbjerg - "Buongiorno" af Kidd - "Er Her" af Artigeardit X Kesi - "Ibiza" af Benny Jamz, Gilli, Kesi ft. B.O.C - "45 Fahrenheit Girl" af Drew Sycamore |
| Årets nye navn               | - Tobias Rahim - Ericka Jane - Gobs - BBYBITES - Carl Knast |
| Årets kunstner               | - Andreas Odbjerg - B.O.C - Drew Sycamore - Branco - Artigeardit |
| Årets tv-vært                | - Joakim Ingversen - Victor Lander - Signe Lindkvist - Josefine Høgh - Lise Rønne |
| Årets originale tv-program   | - Tabu af Rune Klan - Matchet på Mælkevejen - ZULUs Store Dragdyst - Konspirationsfolket har ordet - De Lovløse Piger |
| Årets skuespiller            | - Danica Curcic for Kastanjemanden - Besir Zeciri for Fredløs - Marie Reuther for Kamikaze - Marie Bach Hansen for Hvide Sande - David Dencik for Kastanjemanden |
| Årets film                   | - Ternet Ninja 2'' af Anders Matthesen - Margrete den Første af Charlotte Sieling - Marco effekten af Martin Zandvliet - Flugt af Jonas Poher Rasmussen - Skyggen i mit øje af Ole Bornedal |
| Årets tv-serie               | - Kastanjemanden - Minkavlerne 2 - Fredløs - Guru - Hvide Sande |
| Årets par                    | - Jesper Buch & Jacob Risgaard - Jaffer & Bolette - Kathrine Abrahamsen & Mathias Helt - Andreas Odbjerg & Tobias Rahim - Jonas Vingegaard og hans cykel |
| Årets lyd                    | - Curlingklubben (P3) - Generationen - Dronning - På Bagsædet - med Hav & Kamal - Her Går Det Godt |
| Den vi likede mest           | - Herrelandsholdet i fodbold - for at samle os allesammen - Anders Hemmingsen - for altid at gi’ os noget at grine af - Sofie Linde - for altid at være 100% sig selv i en ellers ret glatpoleret SoMe-verden - Knud Meldgaard - for at være legendarisk i vores feed gennem pandemien - Anders Matthesen - for sine rap battles på internettet |
| Det vi alle sammen grinte af | - Kasper Schmeichels svar til engelsk journalist: “Has it ever been home?” - Lidt til Lægterne for deres fodboldsange på Instagram - Abdel Aziz Mahmoud der byder velkommen til Mikkel Kryger og kalder Puk Elgaard for "Pik Ulgaard" - r8dio - for at bringe os alle i gulvhøjde og fortælle os, at vi med Klavs Bundgaards ord: ”Sgu allesammen er så piiiisse dyyygtige” - Linda P - for hendes tusinde måder at hilse på Mark le Fêvre i Stormester |

## EchoPrisen

### EchoPrisen 2023
EchoPrisen blev afholdt den 2. april 2023 i K.B. Hallen i København og blev blev vist på TV 2 Play og TV 2 Echo.
Værter: Hjalmer Larsen, Nina Rasmussen og Fanny Bornedal.
| Kategori          | Vindere og nominerede |
| ----------------- | --- |
| Årets musiker     | - Artigeardit - Andreas Odbjerg - Blæst - Jada - Tobias Rahim |
| Årets hit         | - "Feberdrømmer Xx Dubai" af Tobias Rahim - "Juice" af Blæst - "hjem fra fabrikken" af Andreas Odbjerg - "DRØM MIG VÆK" af D1MA - "Stupid man" af Mike Lowrey, Gobs og Thomas Helmig |
| Årets tv-program  | - Amalie skal dø (TV 2) - Bachelor (TV 2) - Grænseløst forelsket (Discovery) - SEX MED P3 (DR) - Jaget vildt - Kendte På Flugt sæson 3 (Discovery) |
| Årets skuespiller | - Anders W. Berthelsen for Bamse - Emma Sehested Høeg for Orkestret - Julie Rudbæk for Elsker dig for tiden - Nicolai Jørgensen for Carmen Curlers - Zlatko Burić for Triangle of Sadness |
| Årets fiktion     | - Elsker dig for tiden - Klovn 9 - Senfølger - Orkestret - Speak No Evil - Salsa |
| Årets klip        | - Da Rasmus Tantholdt satte sig op imod sikkerhedsfolk ved VM i fodbold i Qatar - Da Jaxstyle rundede en million kroner til sin indsamling for Psykiatrifonden - Da en stor gruppe unge drenge gravede et kæmpe hul på Bellevue Strand - Da Arto Eriksen holdt takketale for Tobias Rahim til P3 GULD, fordi Tobias Rahim måtte aflyse på grund af angst - Da Helle Thorning-Schmidts kjole løb med opmærksomheden til dronningens 50 års-jubilæum |
| Årets lyd         | - 112 For Knuste Hjerter - Bandeland - Genstart - HAV & KAMAL - Sara & Monopolet |

### EchoPrisen 2024
EchoPrisen 2024 blev afholdt den 8. februar i Østerbrohuset i København, og blev vist på TV 2 Play og TV 2 Echo søndag 11. februar.
Værter: Josephine Højbjerg og Melvin Kakooza
| Kategori          | Vindere og nominerede |
| ----------------- | --- |
| Årets TV-program  | - Balladen om kolonihaven (TV 2) - Bachelorette (TV 2 Echo) - Helt væk på piller (DR P3) - Paradise Hotel S19 (Viaplay) - Sidney (TV 2 Echo) |
| Årets skuespiller | - Dar Salim for Underverden II - Emma Sehested Høeg for Killjoy - Fanny Leander Bornedal for Nattevagten 2 - Josephine Park for Sygeplejersken - Youssef Wayne Hvidtfeldt for Huset |
| Årets fiktion     | - Minkavlerne sæson 4 (TV 2) - A Beautiful Life (Netflix) - Dansegarderoben (TV 2) - Huset (DR) - Salsa sæson 2 (DR P3) |
| Årets musiker(e)  | - Ukendt Kunstner - Guldimund - Lamin - Pil - Saint clara |
| Årets lyd         | - Her Går Det Godt (Podimo) - Banderelateret (Podimo) - Hjerteflimmer for voksne (DR Lyd) - Hvem er… (DR Lyd) - Mellem projekter (Podimo) |
| Årets hit         | - "Uden Dig" af Ukendt Kunstner - "Moonlight" af D1MA - "Tak For Sidst" af Gobs - "Jeg Ka’ Rigtig Godt Li’ Dig" af Ida Laurberg og Andreas Odbjerg - "Dronning Af Månen" af Pil |
| Årets forbillede  | - Anna Lin (DR) for at være en generationsstemme, der sætter fokus på mental trivsel og at være tro mod den, man er - Alle Bachelorette-fyrene for at sætte fokus på sårbarhed i mandlige fællesskaber - Sanne Cigale Benmouyal og Abdel Aziz Mahmoud sammen i DATO 14. november for at være modige og tage hul på en svær samtale, der gav os alle håb - JJ Paulo for sin gode energi, evne til at skabe glæde og for at være en forfriskende kontrast til den danske jantelov - Helene Bülow Jensen for at gå forrest og skabe et fællesskab med sine følgere, som kan identificere sig med de udfordringer, man har som ung. Helene tør gå forrest og tale højt om de ting, der kan være svære at sætte ord på |
| Årets klip        | - De unge kongelige danser til Benjamin Hav til Kronprins Christians 18-års fødselsdag - - Kasper fra Bachelorette tager en ølbong på mesterlig vis - Onkel Reje er tilbage - Adnan Al-Adhamis sketch Politiet har intet at skjule (DR P3) - Casper Drømme prøver sig på engelsk |